# Neon Lights
"Neon Lights" é uma canção da cantora norte-americana Demi Lovato, escolhida como terceiro single do seu quarto álbum de estúdio Demi. Com o clipe lançado dia 21 de novembro de 2013.
É uma canção do gênero  Dance pop, onde os vocais de Lovato chegam às notas C#3 - F#5. A canção alcançou a posição 36 da Billboard Hot 100 depois de alguns meses de seu lançamento, sendo até o momento o nono single solo de Demi Lovato a entrar na parada e a vigésima segunda canção aleatória de Lovato que conseguiu tal feito. Neon Lights também chegou a posição #1 da Hot Dance Club Songs.
Como forma de divulgar a faixa, o atual álbum DEMI, e os três primeiros álbuns, a cantora deu início a uma turnê mundial que teve início em Vancouver, no dia 9 de fevereiro de 2014 homônima ao single. A The Neon Lights Tour teve como ato de abertura as bandas Fifth Harmony, Little Mix, a cantora britânica Cher Lloyd, e o mágico vencedor do programa de talentos america's got talent Collins Key. Também houve participações especias como a de Nick Jonas, e a do cantor Chord Overstreet. Após o encerramento das apresentações nos Estados Unidos Da America, foi anunciado que a banda californiana The Rosso Sisters seria o ato de abertura na América Latina.
Em 27 de dezembro de 2013, o single recebeu certificado de ouro na Nova Zelândia pela vendas superiores a 7.500 mil cópias. No dia 8 de Abril de 2014, também recebeu certificado de ouro nos Estados Unidos pelas vendas superiores a 500.000 mil cópias, porém as vendas do singles foram atualizadas e no dia 30 de maio de 2014, recebeu certificado de platina pelas vendas superiores a 900.000 mil cópias em junção com os streams totalizando mais de um milhão.

## Fundo musical
Lovato já havia trabalhado com Ryan Tedder e Noel Zancanella em seu terceiro álbum Unbroken, resultando na faixa "Who's That Boy", com a cantora de electropop Dev. "Who's That Boy", que foi identificado como um dos destaques do álbum, foi originalmente planejada como o segundo single do álbum antes de "Give Your Heart a Break" lançado em seu lugar. Neon Lights é considerada uma das músicas mais dançantes de todos os tempos de Lovato, chamando atenção dos fãs e dos críticos.

## Precedentes
Após lançar "Made in the USA", Demi anunciou que iria distribuir "Neon Lights" como single. Semanas antes de ser oficialmente confirmado como single, a capa de Neon Lights havia vazado na internet. Na capa, a cantora aparece semi-nua na água, de olhos fechados e em luz azul. A capa foi retirada oficialmente do videoclipe.
Anteriormente, outra capa havia sido divulgada como capa do single. Nela, o título da faixa aparecia escritos por lampadas neon, mas foi substituída pela atual.

## Vídeo musical
Um vídeo lírico de "Neon Lights" foi lançado em 6 de novembro de 2013. Depois de três prévias enviadas do clipe, o videoclipe oficial foi divulgado em 21 de novembro de 2013 completo em sua conta no Vevo e foi dirigido por Ryan Pallotta. No videoclipe, Lovato está dançando em meio a outros dançarinos, com maquiagem colorida e em luz de neon, e também Lovato aparece semi-nua na água sem maquiagem. O vídeo clipe foi bem recebido, pois nunca haviam visto o lado dançante e sexy de Lovato misturados em um vídeo clipe antes. No dia 29 de Janeiro de 2014, foi divulgado no VEVO o videoclipe oficial do remix "Cole Plante with Myon & Shane 54".
Até o dia 15 de março de 2020, o vídeo oficial já havia alcançado a marca de 226 milhões de visualizações no canal oficial da cantora no VEVO.

## Lista de faixas
| Download digital |               |         |  |
| N.º              | Título        | Duração |  |
| 1.               | "Neon Lights" | 3:53    |  |

| Download digital internacional |                                                  |         |  |
| N.º                            | Título                                           | Duração |  |
| 1.                             | "Neon Lights"                                    | 3:53    |  |
| 2.                             | "Neon Lights" (Betty Who Remix)                  | 3:17    |  |
| 3.                             | "Neon Lights" (Cole Plante with Myon & Shane 54) | 6:04    |  |
| 4.                             | "Neon Lights" (Jump Smokers Remix)               | 4:06    |  |
| 5.                             | "Neon Lights" (Belanger Remix)                   | 5:17    |  |
| 6.                             | "Neon Lights" (Tracy Young Remix)                | 7:25    |  |

## Divulgação
Antes mesmo de ser oficialmente confirmada como single, Demi Lovato se apresentou no We Day, retirando seu até então single Made in the USA do repertório e substituindo por Neon Lights, aumentando o rumor de que a música seria o possível novo e terceiro single de seu álbum Demi. Em 2 de Outubro de 2013, a cantora performou o single no "talk show" The Tonight Show with Jay Leno, causando alvoroço entre os fãs aos mostrar seu novo e radical cabelo azul, entrando no clima de seu novo single. No dia 4 de Outubro, a cantora fez uma versão acústica de Neon Lights nos estúdios do Grammy Award, onde alcançou a difícil nota B4. No dia 7 de Outubro, foi ao ar a performance de Neon Lights no programa The Ellen DeGeneres Show, onde além de performar seu single, Lovato concedeu uma entrevista, e foi presenteada com portas retratos de Ellen. No dia 28 de novembro de 2013, a cantora se apresentou no programa televisivo The X Factor, no qual a cantora era jurada. Na virada de ano de 2013 para 2014, a cantora performou o single no New Year’s Eve, e fez a contagem regressiva de fim de ano para milhares de pessoas em Niagara Falls, Canadá.